# Christophe de Savigny
Pour les articles homonymes, voir Savigny.
Christophe de Savigny (1530/35 - 1585?) est un savant humaniste de la Renaissance française au XVIe siècle. Auteur d’un ouvrage intitulé Tableaux accomplis de tous les arts libéraux, il peut être considéré comme le premier encyclopédiste de langue française, lointain prédécesseur des Diderot et d'Alembert.

## La famille de Savigny

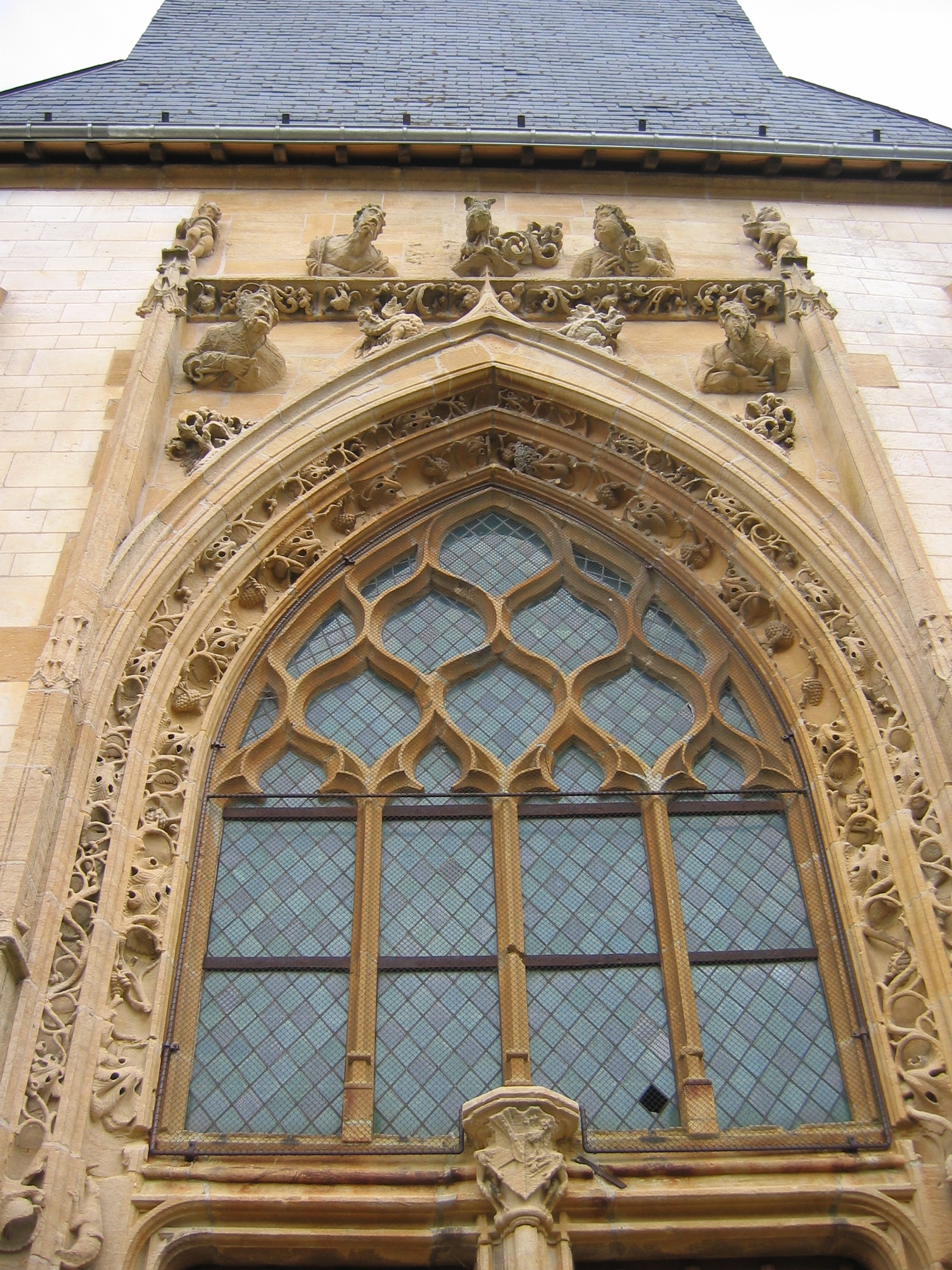
Armoiries de la famille de Savigny, sur le portail de l'église

Connue dès le milieu du XIIe siècle, la famille de Savigny joua un rôle important dans le Rethelois. Ses membres étaient seigneurs du village éponyme, titre qu’ils partageaient avec les comtes puis ducs de Rethel. La filiation certaine s’établit à partir du XVe siècle, avec Gaucher Ier et son fils Gaucher II, monnayeur du comte de Rethel en 1520.
Valentin, fils du précédent, était né vers 1485. Surintendant des garnisons de Champagne en 1549, il fut remercié l’année suivante par le roi de France Henri II pour son action lors d’une campagne contre les troupes impériales de Charles Quint. Seigneur de Savigny et de Primat, il contribua à ce titre à la reconstruction de l’église de Savigny : ses armoiries sont représentées sur le pilier central du portail gothique flamboyant, et figuraient aussi sur un vitrail aujourd’hui disparu. Valentin fut marié 4 fois et eut une nombreuse descendance. Décédé en 1564, il est enterré dans l’église de son village : une belle dalle funéraire en marbre noir le rappelle, avec ses armoiries et celles de ses 4 femmes.

## Vie de Christophe de Savigny
Christophe naquit vers 1530 / 1535, probablement à Savigny, fils de Valentin et de sa 4e femme, Nicole de Vaux. On ne sait précisément les études qu’il fit. Il parlera plus tard de ses « précepteurs, très doctes, très vertueux et très savants personnages ». Rappelons que c’est en 1548 / 1549 que le cardinal Charles de Lorraine, archevêque de Reims, créa une université dans cette ville, en plein âge d’or de la Renaissance et de l’Humanisme. En 1557, Christophe épouse Marie d’Escannevelle, elle aussi d’une famille de noblesse rethéloise. Il paraît avoir eu plusieurs enfants dont Marie de Savigny mariée par contrat du 1er septembre 1587 à Sainte-Ménéhoulde Jacques d'Escannevelle dit " Le Moricault " ; mais sa descendance n’est pas connue précisément,
Comme ses aïeux, et notamment son grand-père Gaucher II, il occupe des charges importantes à la cour de Rethel. En 1584, il est mentionné comme grand-maître de la garde-robe du duc : cette charge était toujours occupée par une personne de confiance et de haute distinction, et lui donnait rang parmi les premiers gentilshommes de la cour. Depuis 1581, le comté de Rethel avait été érigé en duché au bénéfice de Louis de Gonzague (1539-1595), prince de Mantoue, qui avait épousé en 1565 Henriette de Clèves (1542-1601), duchesse de Nevers et comtesse de Rethel. Christophe paraît avoir été un intime du duc de Rethel ; en 1585, il l’accompagne lors d’un voyage italien à Mantoue.
Christophe était protestant, à la différence de son père Valentin enterré dans l’église de Savigny : en 1571 et 1583, on le voit participer en qualité d’ancien à des assemblées de la religion réformée pour les églises de Vouziers et de Falaise, foyers locaux du protestantisme. Sa date de décès n’est pas connue précisément. Elle est forcément postérieure à 1585 et peut-être antérieure à 1587 car la préface des imprimeurs de son ouvrage, en parlant « d’absence et défaut de l’auteur », peut par euphémisme laisser croire à sa mort à cette date. Christophe aurait eu alors environ 50 ans.

## Œuvre de Christophe de Savigny
Le titre de gloire de Christophe de Savigny, malheureusement trop méconnu aujourd’hui, est l’ouvrage rédigé en 1584 et publié en 1587 : Tableaux accomplis. Cette œuvre magistrale est une sorte d’encyclopédie avant l’heure, recensement méthodique et ordonné des savoirs de l’époque : sciences, arts et lettres. Chaque discipline y a sa place, marquée au sein d’une hiérarchie à laquelle rien n’échappe. Les différents domaines de la connaissance s’enchaînent selon un ordre logique, du général au particulier. Le cercle des sciences (que rappelle la représentation graphique en ovale des planches illustrant l’ouvrage) est à l’origine même du nom encyclopédie, formé des 2 mots grecs εγκύκλιος (enkuklios : cycle, cercle) et παιδεία (paiedia : éducation).
Si l’ouvrage de Savigny ne fut traduit à l’époque qu’en portugais, il est en revanche certain qu’il eut une influence importante sur Francis Bacon (1561-1626). Ce philosophe anglais, qui avait séjourné en France à la cour de Henri III, fut grand chancelier d’Angleterre. Il reprit le principe en un arbre encyclopédique publié en 1605 dans son livre On the advancement of learning, soit 18 ans après la publication des Tableaux accomplis. Bacon usurpa en quelque sorte la gloire qui revenait à Savigny !
Ce système encyclopédique continua à se développer aux XVIIe et XVIIIe siècles, avec les philosophes des Lumières, et aboutit à la rédaction de l’Encyclopédie ou Dictionnaire raisonné des sciences, des arts et des métiers, à partir de 1751, avec Diderot et d'Alembert.
Christophe de Savigny rédigea également un autre ouvrage, Onomasticon des mots et dictions de chacune chose mis par lieux communs, qui n’a pas été publié et a été perdu (onomasticon est un mot grec désignant un recueil de noms communs ou de mots).

## Les Tableaux accomplis
Le titre complet de l’ouvrage est Tableaux accomplis de tous les arts libéraux, contenans brièvement et clerement par singulière méthode de doctrine, une générale et sommaire partition des dicts arts, amassez et reduicts en ordre pour le soulagement et profit de la jeunesse. Il en existe deux éditions.
La première est datée de 1587 et est due aux frères Jean et François de Gourmont demeurant à Paris, rue Saint-Jean de Latran. Les Gourmont sont d’une famille d’imprimeurs normands, mais aussi graveurs sur bois, en activité dès le tout début du XVIe siècle. La seconde édition est datée de 1619 et est parue chez Jean Libert, aussi imprimeur à Paris, même rue. Elles sont toutes deux assez semblables et ne présentent que quelques variantes que l’on détaillera par la suite.
Ces deux éditions sont aujourd’hui très rares… surtout la première dont il ne semble exister guère plus d’une dizaine d’exemplaires, conservés soit dans quelques grandes bibliothèques à travers le monde (par exemple à la Bibliothèque nationale de France à Paris, à la British Library à Londres, mais aussi aux États-Unis : Chicago, Washington et Harvard), soit par quelques riches collectionneurs (un exemplaire vendu chez Drouot en 2004 l’a été à 27 000 €…).
L’ouvrage s’ouvre sur frontispice donnant son titre et les nom et qualité de l’auteur : Christofle de Savigny, seigneur du dit lieu et de Priment en Retelois. La gravure sur bois représente l’écusson des frères Gourmont : d’argent au croissant de sable, au chef de gueules chargé de 3 roses d’or, et leur devise : « Tost ou tard, près ou loing, a le fort du faible besoing ». Suit un avertissement des imprimeurs au lecteur qui – comme mentionné ci-dessus – laisse à penser que l’auteur était décédé au moment de la parution de son ouvrage et qui décrit le rôle de conseil et d’appui qu’a joué M. Bergeron, avocat au parlement de Paris, « bon conseil et plus familier amy » de Savigny qui semble avoir supervisé la composition du livre, suppléant en cela son auteur « le sieur de Savigny, gentilhomme de grand savoir et vertu ».
La page suivante est sans doute la plus célèbre et la plus remarquable : cette gravure sur bois, véritable chef d’œuvre de la xylographie française, reproduite dans la plupart des ouvrages sur l’art du livre, représente les portraits de Christophe de Savigny et de Louis de Gonzague, à qui est dédié l’ouvrage. Dans un cadre en perspective qui semble être le cabinet du prince, décoré par une tapisserie aux armes pleines des Gonzague, sommées du Mont-Olympe et du mot FIDES, est représenté l’auteur, debout et découvert, remettant le volume au prince, assis sur un coussin dans un fauteuil carré, et coiffé. Derrière Savigny, sur une porte ouverte, est dessiné son écusson surmonté de sa devise : PIETATE ET SUFFICIENTIA (avec piété et modestie). Au-dehors, un bourgeois ou marchand, accoudé  à sa fenêtre, contemple la scène qui est encadrée d’arabesques et de rinceaux symbolisant les fruits des arts et des sciences.
Vient ensuite la dédicace de l’auteur à « très haut, très puissant, très magnanime, et très illustre prince monseigneur Ludovic de Gonzague, duc de Nivernois et Rethelois, prince de Mantoue, et pair de France ». Elle consiste en un commentaire de la publication en elle-même et en un argument sur la nécessité de sa lecture pour l’instruction des gentilshommes de la province. Savigny y exprime son admiration et son amitié pour le duc, à travers un éloge appuyé et sincère. Imprégné de la Renaissance, il cite plusieurs auteurs anciens : les poètes latins Ovide, Térence, Virgile et Horace, les philosophes latin Sénèque et grec Aristote, et l’orateur latin Cicéron. Il termine en se disant l’humble, obéissant, fidèle vassal et serviteur de Louis de Gonzague : vassal parce que le modeste seigneur de Savigny devait foi et hommage au puissant duc de Rethelois.
Dans la seconde édition, cette dédicace, ainsi d’ailleurs que l’avertissement des imprimeurs au lecteur, sont remplacés par une autre dédicace de Jean Libert, nouvel imprimeur, à François de Gonzague, petit-fils de Louis, qui n’a que 13 ans en cette année 1619. François est le fils du duc de Rethel en titre, Charles de Gonzague, le fondateur de Charleville en sa principauté d’Arches (1607). L’imprimeur dit que le livre a été tellement recherché en sa première édition qu’il s’est rendu extrêmement rare. Il précise que le travail de réimpression a été rendu difficile par la nécessaire restauration des planches (et notamment des gravures) originales.
Commence alors l’encyclopédie à proprement parler : une gravure présente l’Encyclopédie ou la suite & liaison de tous les arts & sciences et un texte décrit la partition générale de tous les arts libéraux. Viennent enfin les 16 sections, chacune de 2 feuillets, consacrées aux arts libéraux. Pour chacune d’elles, un schéma représente les savoirs avec leur vaste arborescence, à la manière d’un arbre généalogique, à l’intérieur d’un cadre ovale très orné, et un texte intitulé « partitions de… » décrit avec beaucoup de précision les divisions et subdivisions à la manière de Pierre de La Ramée, philosophe humaniste français (1515-1572) contemporain de Savigny. Voici la liste de ces 16 arts ou sciences :
1. Grammaire
2. Rhétorique
3. Dialectique
4. Arithmétique
5. Géométrie
6. Optique
7. Musique
8. Cosmographie
9. Astrologie
10. Géographie
11. Physique
12. Médecine
13. Ethique
14. Jurisprudence
15. Histoire
16. Table théologique

Le schéma de la géographie représente notamment un planisphère en projection ovale, d’après celui de l’italien Bordone de 1528. La table théologique a été rédigée par l’avocat Bergeron, qui la signe.
La seconde édition apporte 2 arts libéraux supplémentaires, présentés sans doute d’après des notes laissées par Savigny :
1. Poésie
2. Chronologie

L’ouvrage se termine par une postface, avec quelques vers latins adressés soit au duc de Rethel, soit à l’auteur pour le féliciter de la publication de son livre. Enfin, est retranscrit le texte de l’imprimatur, donnant le privilège royal sur l’ouvrage aux premiers imprimeurs, les frères Gourmont (ce privilège est daté de 1584, alors que l’impression n’interviendra qu’en 1587… soit 3 ans, sans doute nécessaires pour la gravure des nombreux tableaux).

## Livres en ligne
- Tableaux accomplis de tous les arts libéraux, 1587
- Tableaux accomplis de tous les arts libéraux, 1619